# 普蘭提公園
普蘭提公園（波蘭語：Planty）是位於波蘭城市克拉科夫的公園，於19世紀初以原克拉科夫舊城城牆拆除後的空間上修築而成，環繞整個克拉科夫舊城，是克拉科夫面積最大的公園之一。克拉科夫市轄區中的第一區，基本上以該公園為邊界。

### 引用
1. ↑  Andrew Beattie, From the Piast Church to the Holy Cross Church （页面存档备份，存于） Landmark Publishing, page 40.

### 文獻
- About the city walls at krakow4u.pl dated 1 March 2006 （页面存档备份，存于） in Polish. Retrieved on April 23, 2008.
- Planty Garden Ring, undated. （页面存档备份，存于） Retrieved on April 23, 2008.

50°04′01″N 19°57′36″E / 50.067°N 19.960°E